# Copiapó

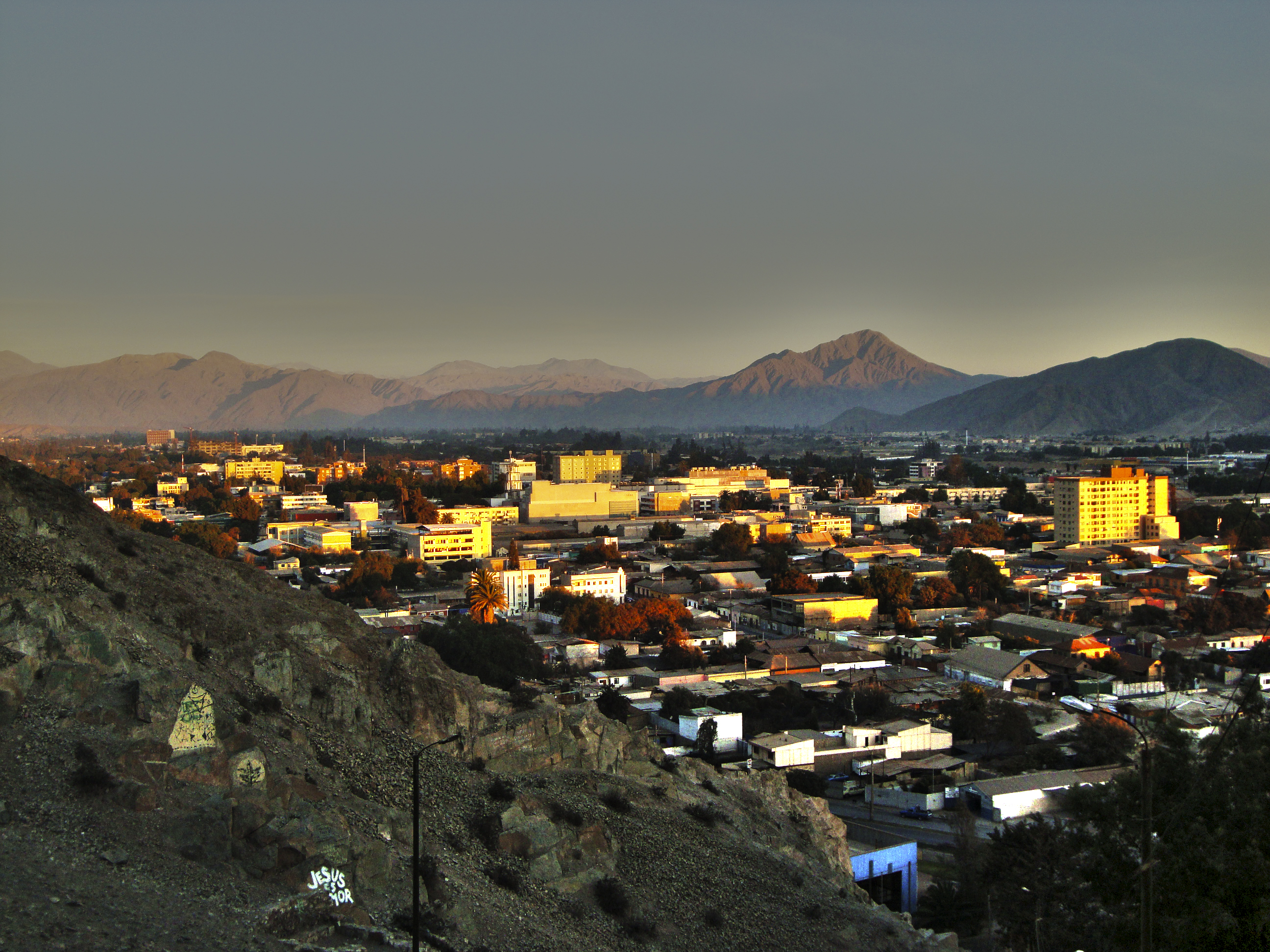
Panoramă

 Copiapó este un oraș cu 129.281 loc. (în 2005), el este situat în Regiunea Atacama din Chile.

## Date geografice
Copiapó se află pe valea râului Río Copiapó în apropiere de deșertul Atacama, la ca. 800 km nord de Santiago de Chile. Valea pe care se află orașul are un sol roditor, cu toate că în regiune apa este deficitară (cantitatea de precipitații 12 mm/an).